# تایگای سیبری غربی
تایگای سیبری غربی (انگلیسی: West Siberian taiga) یک ناحیه بوم‌شناختی در روسیه است که دشت سیبری غربی را می‌پوشاند. این ناحیه از رشته‌کوه اورال در غرب تا رود ینی‌سئی در شرق و عرض جغرافیایی تقریبی °۵۶ تا °۶۶ شمالی کشیده شده‌است. این ناحیه بوم‌شناختی یک پست‌بوم وسیع و هموار است که از جنگل‌های تایگا و تالاب پوشیده شده (۴۰ درصد از مساحت ناحیه تالاب و باتلاق است) و پهنه‌ای به طول ۱٬۸۰۰ کیلومتر در راستای شرقی-غربی و عرض ۱٬۰۰۰ کیلومتر در استای شمالی-جنوبی را می‌پوشاند.
این بوم‌ناحیه که به نام پست‌بوم سیبری نیز شناخته می‌شود، یکی از مراکز مهم جذب کربن دی‌اکسید در بخش‌های جنگلی و پوده‌زار‌های باتلاقی خود است. این ناحیه همچنین منبع مهم گاز متان نیز به‌شمار می‌رود. پوده‌زارهای سیبری غربی، گسترده‌ترین نوع در دنیاست که پهنه‌ای به مساحت ایالت تگزاس را پوشانده‌است.

## جغرافیا
این ناحیه بوم‌شناختی در مرکز دشت سیبری غربی قرار دارد که یک دشت هموار و کم‌ارتفاع است که فقط بین ۱۰۰ تا ۲۰۰ متر از سطح دریا بلندتر است. مرز غربی این ناحیه کوه‌های اورال است و نیمه غربی ناحیه در محدوده رود اب و شاخه آن یعنی رود ایرتیش قرار دارد. کرانه غربی رود ینی‌سئی به‌صورت سنتی مرز شرقی ناحیه تایگای سیبری غربی در نظر گرفته می‌شود. در شرق این رود که از جنوب به شمال جریان دارد، بوم‌ناحیه تایگای سیبری شرقی قرار دارد که سردتر و ناهموارتر است. مرز جنوبی تایگای سیبری شرقی با مرز شمالی کمربند جنگل‌های معتدله و مناطق جنگلی-استپی در راستای راه‌آهن سراسری سیبری منطبق است.
بوم‌ناحیه تایگای سیبری غربی به‌دلیل قرارگرفتن در خارج از مناطق کشاورزی معمول و نوار توسعه‌یافته جنوب روسیه، کم‌جمعیت است، اگرچه شهر یکاترینبورگ در انتهای گوشه جنوب‌غربی ناحیه قرار دارد. شهر سورگوت بزرگ‌ترین شهر در درون این بوم‌ناحیه است که بیش از ۳۰۰٬۰۰۰ نفر جمعیت دارد.